# Jakob Ebner (Sprachwissenschaftler)
Jakob Ebner (* 23. November 1942 in St. Lorenz am Mondsee) ist ein österreichischer Germanist, Schulbuchautor und Lexikograph. Er ist international bekannt als Experte für das österreichische Deutsch. Ebner lebt in Linz.

## Leben
Von 1961 bis 1968 studierte Ebner Germanistik, Geschichte und Theaterwissenschaft an der Universität Wien. Zwischenzeitlich war er 1964/65 ein Jahr als Gymnasiallehrer im öffentlichen Gymnasium von Brig (Kanton Wallis, Schweiz) tätig. Im Jahr 1967 schloss er das Doktorat der Philosophie ab, 1968 das Lehramt für Deutsch und Geschichte. Anschließend war er bis 1971 als wissenschaftlicher Redakteur in der Redaktion des Duden in Mannheim tätig. Danach war er bis 2000 Gymnasiallehrer und Theaterleiter am Kollegium Aloisianum in Linz. Hinzu kam seine Lehrtätigkeit an Pädagogischen Hochschulen und als Lehrbeauftragter an der Universität Wien.
Er ist Konsulent am Österreichischen Wörterbuch und am Wörterbuch der bairischen Mundarten in Österreich (WBÖ), Mitarbeiter am trilateralen Forschungsprojekt Wörterbuch der nationalen Varianten der deutschen Standardsprache (Duisburg-Basel-Innsbruck), am Sprachatlas für Oberösterreich und bearbeitet die Austriazismen im Duden. Sein Buch Österreichisches Deutsch. Wörterbuch der Gegenwartssprache in Österreich dokumentiert den in Österreich gängigen Wortschatz. Es ist 2019 in einer fünften erweiterten und überarbeiteten Auflage erschienen und umfasst mehr als 8.000 Stichwörter, Angaben zu Aussprache, Grammatik, Herkunft und stilistisch angemessenem Gebrauch sowie viele idiomatische Wendungen und Redensarten. Ein umfassender Einleitungsteil mit Karte führt in das österreichische Deutsch ein.

## Publikationen

### Bücher
- Historisches Wörterbuch zur österreichischen Literatur, Adalbert Stifter Institut, Linz 2025, ISBN 978-3-902740-53-3.
- Österreichisches Deutsch. Wörterbuch der Gegenwartssprache in Österreich. Dudenverlag, Bibliographisches Institut, Berlin 2019, ISBN 978-3-411-04985-1.
- Wie sagt man in Österreich? Wörterbuch des österreichischen Deutsch. 4., völlig überarbeitete Auflage. Dudenverlag, Mannheim / Wien / Zürich, ISBN 978-3-411-04984-4 (ab der 5. Auflage unter dem Titel Österreichisches Deutsch. Wörterbuch der Gegenwartssprache in Österreich).
- Variantenwörterbuch des Deutschen. Die Standardsprache in Österreich, der Schweiz und Deutschland sowie in Liechtenstein, Luxemburg, Ostbelgien und Südtirol. de Gruyter, Berlin 2004, ISBN 3-11-024543-4 (Mitautor).
- Sprachatlas von Oberösterreich. Herausgegeben vom Adalbert-Stifter-Institut des Landes Oberösterreich. Band IV und V: Wortgeographie I und II. Linz 2005, ISBN 3-900424-13-6 (Gesamtwerk).
- mit K. Blüml: Deutsche Rechtschreibung – vollständig, verlässlich, verständlich. ÖBV, Wien 1997, ISBN 3-215-12015-1.
- Wörterbuch historischer Berufsbezeichnungen. Walter de Gruyter Verlag, Berlin/Boston 2015, ISBN 978-3-11-019537-8.
- mit Wolfgang Müller: Das Gegenwort-Wörterbuch. 2. Auflage. de Gruyter, Berlin/Boston 2020, ISBN 978-3-11-061164-9.

### Beiträge
- Wörter und Wendungen des österreichischen Deutsch. In: P. Wiesinger (Hrsg.): Das österreichische Deutsch. Böhlau, Wien 1988, ISBN 3-205-07322-3, S. 99–187.
- Literatur in Linz. Eine Literaturgeschichte. Archiv der Stadt Linz, Linz 1991, ISBN 3-900388-74-1: Von der Aufklärung zur Restauration. S. 144–176; Das 20. Jahrhundert von 1918 bis 1970. S. 358–643.

### Aufsätze (Auswahl)
- Deutsch in Österreich. In: Der Deutschunterricht. Jg. 44, Heft 6, 1992, S. 44–55.
- Vom Beleg zum Wörterbuchartikel – Lexikographische Probleme zum österreichischen Deutsch. In: Rolf Muhr u. a. (Hrsg.): Österreichisches Deutsch. HPT, Wien 1995, S. 178–197.
- Der Nutzen der Diskussion über den Nutzen von Grammatik. In: Informationen zur Deutschdidaktik. 19. Jg., Heft 3, 1995, S. 24–36.
- Die lexikographische Darstellung des österreichischen Deutsch – Bestandsaufnahme und Überlegungen zur weiteren Entwicklung. In: W. Bauer, H. Scheuringer (Hrsg.): Beharrsamkeit und Wandel. Festschrift für Herbert Tatzreiter zum 60. Geburtstag. Edition Praesens, Wien 1998, S. 49–64.
- Austriazismen im Kontakt mit anderen Varietäten. In: P. Ernst, F. Patocka (Hrsg.): Deutsche Sprache in Raum und Zeit. Festschrift für Peter Wiesinger zum 60. Geburtstag. Edition Praesens, Wien 1998, S. 323–334 (zum Geburtstag von Peter Wiesinger).
- Österreichischer Standard und westösterreichischer Wortschatz. In: M. Pümpel-Mader, B. Schönherr (Hrsg.): Sprache – Kultur – Geschichte. Sprachhistorische Studien zum Deutschen. Hans Moser zum 60. Geburtstag. Inst. für Germanistik, Innsbruck 1999.
- Dialektale Elemente im regionalen Standard. Anmerkungen zur Lexikographie. In: H. Tatzreiter, M. Hornung, P. Ernst (Hrsg.): Erträge der Dialektologie und Lexikographie. Festgabe für Werner Bauer zum 60. Geburtstag. Edition Praesens, Wien 1999, S. 49–60.
- Nationale Varietäten, österreichisches Deutsch und Lexikografie. In: K. Bäckström, K.-Â. Forsgren, I. Gartner, G. Hollenstein (Hrsg.): Österreichische Sprache. Literatur und Gesellschaft. Symposium zu Fragen des akademischen Sprachunterrichts. Nodus, Münster 2000, S. 41–51 (Skövde, Schweden, 1998).
- Was ist eine Jause? Von der Vielschichtigkeit eines Wortes und seiner Darstellung in den Wörterbüchern. In: Albrecht Greule u. a. (Hrsg.): Die bairische Sprache. Studien zu ihrer Geographie. Grammatik, Lexik und Pragmatik. Festschrift Ludwig Zehetner (= Regensburger Dialektforum. Band 5). Regensburg 2004, S. 305–317.
- Aufhin – hinauf – nach oben – hoch – Betrachtung zu den Lokaladverbien in sprachgeschichtlicher, soziolinguistischer und arealer Sicht. In: Vielfalt, Variation und Stellung der deutschen Sprache. Festschrift für Ulrich Ammon. de Gruyter, Berlin/Boston 2013, S. 177–194.